# Anascoptes
Anascoptes är ett släkte av skalbaggar. Anascoptes ingår i familjen vivlar.
Kladogram enligt Catalogue of Life:
| Anascoptes | \| \| Anascoptes fasciatus \| \| \| \| \| \| Anascoptes muricatus \| \| \| \| \| \| Anascoptes obliteratus \| \| \| \| |
|            | \| \| Anascoptes fasciatus \| \| \| \| \| \| Anascoptes muricatus \| \| \| \| \| \| Anascoptes obliteratus \| \| \| \| |
|            | Anascoptes fasciatus                                                                                                   |
|            | |
|            | Anascoptes muricatus                                                                                                   |
|            | |
|            | Anascoptes obliteratus                                                                                                 |
|            | |